# Giles Langley
Giles Langley foi um sacerdote anglicano galês no século XVI.
Langley foi educado na Christ Church, Oxford. Ele viveu em Chieveley, Welford e Shabbington. Langford foi nomeado arquidiácono de Llandaff em 1564.